# مكلورثامين
مكلورثامين (بالإنجليزية: Chlormethine)‏ هو دواء يُستعمل في علاج:
- لمفوما[10]
- فطار فطراني[10][11]